# Station Staufenberg-Speele
Station Staufenberg-Speele (Bahnhof Staufenberg-Speele) is een spoorwegstation in de Duitse plaats Speele, in de deelstaat Nedersaksen. Het station ligt aan de spoorlijn Hannover - Kassel.

## Indeling
Het station heeft twee zijperrons, die niet zijn overkapt maar voorzien van abri's. De perrons zijn verbonden via een voetgangerstunnel, die ook onder de straat Bahnhofstraße doorloopt. Deze tunnel is te bereiken via hellingbanen. Rondom het station zijn er een aantal parkeerplaatsen en een fietsenstalling.

## Verbindingen
De volgende treinserie doet het station Staufenberg-Speele aan:
| Serie | Treinsoort            | Route                                                                   | Bijzonderheden |
| ----- | --------------------- | ----------------------------------------------------------------------- | -------------- |
| R 8   | Regionalbahn (cantus) | Göttingen – Eichenberg – Hann. Münden – Staufenberg-Speele – Kassel Hbf |                |